# Heerlijkheid Mickhausen
De heerlijkheid Mickhausen was een bezitting van het huis Fugger.
De heerlijkheid Mickhausen was niet rijksvrij maar maakte deel uit van het markgraafschap Burgau.
De heerlijkheid werd in 1528 gekocht door Raymund Fugger en tot 1546 door verdere aankopen uitgebreid.
Zij bestond uit Mickhausen, Birkach, Kreuzanger, Langenneufnach, Münsterhausen, Reichertshofen, Tronetshofen, Willmatshofen, Wollmetshofen, Ziemetshausen en enige andere plaatsen.
Door artikel 24 van de Rijnbondakte van 12 juli 1806 kwam de heerlijkheid definitief onder de soevereiniteit van Beieren.